# Libnotes (Libnotes) tartarus
Libnotes (Libnotes) tartarus is een tweevleugelige uit de familie steltmuggen (Limoniidae). De soort komt voor in het Oriëntaals gebied.